# 포도색 2호

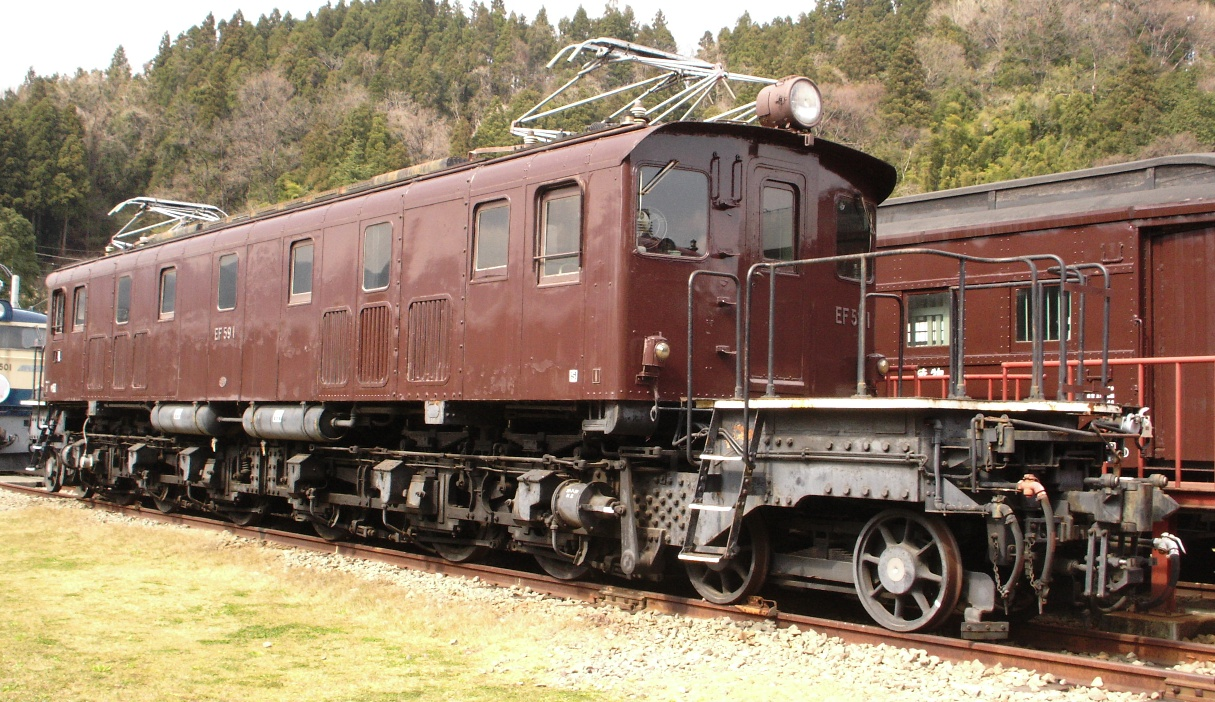
포도색2호로 도색한 구형전기기관차 EF59형

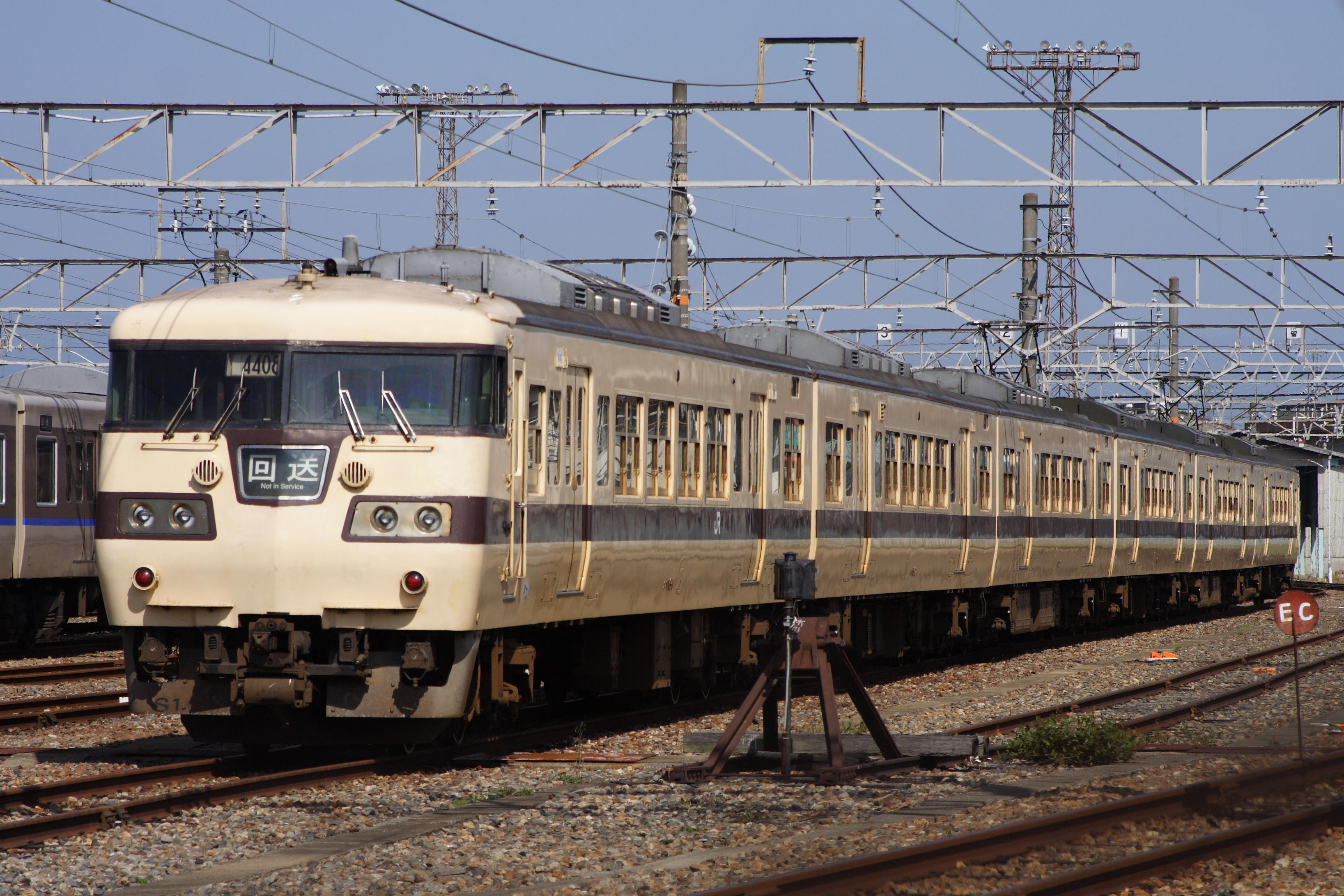
포도색 2호의 띠를 도장한 117계

포도색 2호(일본어: ぶどう色2号)는 일본국유철도가 지정한 차량도료 색의 하나이다.

## 개요
관용명칭은 포도색이다. 만셀 색 체계에 따른 값은 2.5YR 2/2이다.
국철차량을 일러 "갈색"이라 하는 경우에는 통상 이 색을 가리키며, 전기 기관차와 디젤 기관차, 구형 전동차, 객차 등의 차체 도장에 광범위하게 사용되었다.
이 색은 전후 일본에 진주한 군대에 의해 징발된 객차의 바탕색을 우유초콜릿빛으로 지정한 것이 그 효시로 알려져 있으며, 객차에 대해서는 붉은 빛이 강한 이 색으로 교체하였다. 이후 본 색은 1959년（쇼와 34년）에 정식으로 제정되었으며, 그 전에 널리 사용되던 어둡고 중후한 포도색 1호로 도장한 구형의 전기기관차·전동차·객차의 도장을 순차로 바꾸었다.
또 1979년년에 등장한 117계 전동차의 띠 도장에도 채용되었다. 이는 과거 간사이 급전의 색을 따 온 것으로 알려졌으며 후계 차량인 서일본여객철도의 221계 전동차, 223계 전동차(0・2500번대 제외), 225계 전동차(5000번대 제외)까지 근교형 통근 전동차를 상징하는 색으로 이어져 왔다.
최근에는 행사용이나 복고형 도장 등으로 기관차나 전동차가 이 색으로 도장되는 경우도 가끔 있지만, 반드시 이 색으로 칠해졌던 차량이 다시 이 색으로 도장되는 것은 아니다.
일반적인 포도색은 자홍빛 계열이지만, 본 색은 이와는 전혀 다른 갈색계이다. 이 때문에 1998년 미노부 선 전 구간 개통 70주년 기념으로 115계 차량이 미노부 선 개통 당시의 미노부 색(적색 2호, 포도주빛에 가까운 적색 계열)을 복원하는 행사 당시, 홍보 문구가 "포도빛의 전차"였던 탓에 나고야 공장이 전동차를 포도색 2호로 잘못 도장하였다. 결국 바로 공장에 차량이 입고되어 재도장을 거치는 바람에, 기획이 중단되는 사건도 벌어졌다.

## 사용차량
- 구형 전기기관차 각 형식
- 구형 전동차 각 형식
- 구형 객차 각 형식
- 일본국유철도 117계 전동차

## 유사색
- 포도색 1호 - 전술한대로 포도색 2호가 제정되기 전 사용한 색.
- 암홍색 - EF 58 61(황실 전용 차량 견인기)에 사용된 색으로 오미야 공장에서 독자로 조합한 색.
- 미국 그레이트 노던 철도의 차량도장도 이 색에 가깝다.

## 같이 보기
- 국철색 (일본)
- 적 7호
- 한큐마룬

## 참고 문헌
- 鉄道ジャーナル通巻217号(1985年 3月), 特集「鉄道車両 色彩の美学」